# 2,6-二溴吡啶
2,6-二溴吡啶是一种含氮有机溴化合物，分子式C5H3Br2N，是二溴吡啶的六种同分异构体之一，常温常压下为米黄色固体。